# Comuna de Krasnobród
Krasnobród (polaco: Gmina Krasnobród) é uma gminy (comuna) na Polónia, na voivodia de Lublin e no condado de Zamojski. A sede do condado é a cidade de Krasnobród.
De acordo com os censos de 2004, a comuna tem 7300 habitantes, com uma densidade 58,5 hab/km².

## Área
Estende-se por uma área de 124,85 km², incluindo:
- área agrícola: 47%
- área florestal: 45%

## Demografia
Dados de 30 de Junho 2004:
|                      | Total   | Total | Mulheres | Mulheres | Homens  | Homens |
| -------------------- | ------- | ----- | -------- | -------- | ------- | ------ |
|                      | pessoas | %     | pessoas  | %        | pessoas | %      |
| População            | 7300    | 100   | 3628     | 49,7     | 3672    | 50,3   |
| Densidade (pop./km²) | 58,5    | 100   | 29,1     | 29,1     | 29,4    | 29,4   |

De acordo com dados de 2002, o rendimento médio per capita ascendia a 1501,57 zł.

## Subdivisões
- Dominikanówka, Grabnik, Hucisko, Hutki, Hutków, Kaczórki, Majdan Mały, Majdan Wielki, Malewszczyzna, Nowa Wieś, Podklasztor, Potok-Senderki, Stara Huta, Szur, Wólka Husińska, Zielone.

## Comunas vizinhas
- Adamów, Józefów, Krynice, Susiec, Tarnawatka, Zwierzyniec.